# Jaoul
Der Jaoul ist ein Fluss in Frankreich, der im Département Aveyron in der Region Okzitanien verläuft. Er entspringt unter dem Namen Ruisseau de Rayet, beim Weiler Rabjac, im westlichen Gemeindegebiet von Rieupeyroux, entwässert generell Richtung Südwest bis Süd und mündet nach 23 Kilometern im Gemeindegebiet von La Salvetat-Peyralès als rechter Nebenfluss in den Viaur.

## Orte am Fluss
(Reihenfolge in Fließrichtung)
- La Capelle-Bleys
- Lescure-Jaoul